# تتيلا (شعب)
شعب التتيلا هم مجموعة عرقية تستوطن وسط أفريقيا، تعود نشأتهم إلى جنوب شرق حوض نهر الكونغو، بين نهر لومامي ونهر الكونغو. تحتل قبيلة تيتيلا الكبرى اليوم بشكل رئيسي مقاطعة سانكورو وغرب مانيما.

## الإثنية
اعتمادًا على المصادر المتوفرة، نجد العديد من الاختلافات في الاسم العرقي لشعب تتيلا فهناك : أتيتيلا، باتيتيلا، أوتيتيلا، سونغو، تاتيلا، تيتيلاس.  وفي لغة أوتيتيلا لتمييز هذا الشعب يستعمل المفرد أوتيتيلا، والجمع أتيتيلا. وهم من سلالة الأنا-مونغو، وهذا يعني أنهم جميعًا يعرفون أنفسهم على أنهم ينحدرون من سلف مشترك وهو «مونجو».
يبدو أن مسارات الهجرة التاريخية لهذا الشعب تتداخل مع الأساطير العامية لسلالات اللومونجو المختلفة، فيقال : جاءت قبيلة آنا وا مونغو من الغرب بشكل رئيسي عبر نهر الكونغو ليستقروا في منطقة بومبا الحالية، بحيث نزلوا جنوبا على ضفاف نهر لومامي.
كان الجد البعيد لأتيتيلا يُدعى أوتيكيلي الذي جاء من الشمال واستقر في بومبا في منطقة إكواتور في جمهورية الكونغو الديمقراطية. في هذه المنطقة أنجب مونغو وهو الجد المسمى لآنا وا مونغو. اتبع مونغو وعائلته مجرى نهري لاها (تشوابا) ولومامي باتجاه وسط الكونغو متجهين جنوبًا ليستقروا في منطقة تقع بين هذين النهرين العظيمين، وفي هذه المنطقة سوف ينجب ابنه ممبيلي. استقر ممبيلي بشكل دائم في هذه المنطقة حيث أنجب ذرية مهمة، ولا سيما ابنه أونكوتو ممبيلي. عاد أنوكوتو إلى جذور عائلته في بومبا حيث كان لديه ثلاثة أطفال ندجوفو ونجاندو وواتامبولو. كان هؤلاء الأطفال هم الذين صعدوا نهر الكونغو من بومبا ثم اتجهوا جنوبًا. أما لومامي وتشوابا ذهبوا ليستقروا في الموقع التأسيسي الأصلي لأتيتيلا، إنيامبا وهو وادي لونا الواقع عند سفح جبل في الإقليم.
اتجه ندجوفو شرقًا إلى مانييما بين لومامي ولوالابا (الكونغو) وما بعدها. هؤلاء هم وا-كوسو (أو أكوسو أو أنكوتشو) الذين من نسله. ذهب شقيقه نغاندو إلى الجنوب الغربي في أراضي كاتاكو ولوميلا ولودجا وكول وما بعدها، أنجب نجاندو باكيلا ونامبيلو وبانكفوتسو وأهامبا وأسونجومينو وغيرهم الكثير، غادر واتامبولو باتجاه الجنوب الشرقي وراء نهر لوتيمبو باتجاه أراضي لوبفو وأحفاده هم أتيتيلا.
يحتل اليوم أحفاد المونغو ( أنامونغو ) 31% من مساحة جمهورية الكونغو الديمقراطية ويمثلون 33% من سكان الكونغو أي ما يقارب أكثر من 33 مليون نسمة في إحصاء 2022م. وتتواجد قبيلة أنا-مونغو في 13 مقاطعة في جمهورية الكونغو الديمقراطية، بما في ذلك إكواتور، وماي ندومبي، وكويلو، والكونغو الوسطى، وتشوابا، وتشوبو، وكاساي، وسانكورو، ومانييما، وكيفو الشمالية، وكيفو الجنوبية، وإيتوري، وتنجانيقا.

## لغة
يتحدثون تيتيلا (أو أوتيتيلا)، وهي نفس الكلمة التي تشير إلى الشعب، وقدر عدد المتحدثين بها بـ 750 000 في عام 1991م. وأكثر من 2.5 مليون شخص يتمزقع بين سانكورو، وغرب كاساي، وأورينتال كاساي، ومانييما، ولومامي.

## شخصيات
- نجونجو ليتيتا (1863-1893م). [7]
- جوزيف أوكيتو (1910-1961م) رئيس مجلس الشيوخ في جمهورية الكونغو الديمقراطية.
- باتريس إيمري لومومبا (1925-1961م) رئيس وزراء جمهورية الكونغو الديمقراطية.
- بابا ويمبا (1949-2016م) كاتب أغاني وممثل. [8]
- إلفيس أديديما مخرج.
- جوزيف أولينجانكوي، سياسي كونغولي.
- روجر لوكاكو، لاعب كرة قدم.
- روميلو لوكاكو، لاعب كرة قدم.
- جوردان لوكاكو، لاعب كرة قدم.
- ليونارد شي أوكيتوندو، سياسي كونغولي.
- لامبرت ميندى اومالانجا سياسى من الكونغو.
- جاكلين بينج سانجانيوي سياسيه من الكونغو.